# Georg Westphal

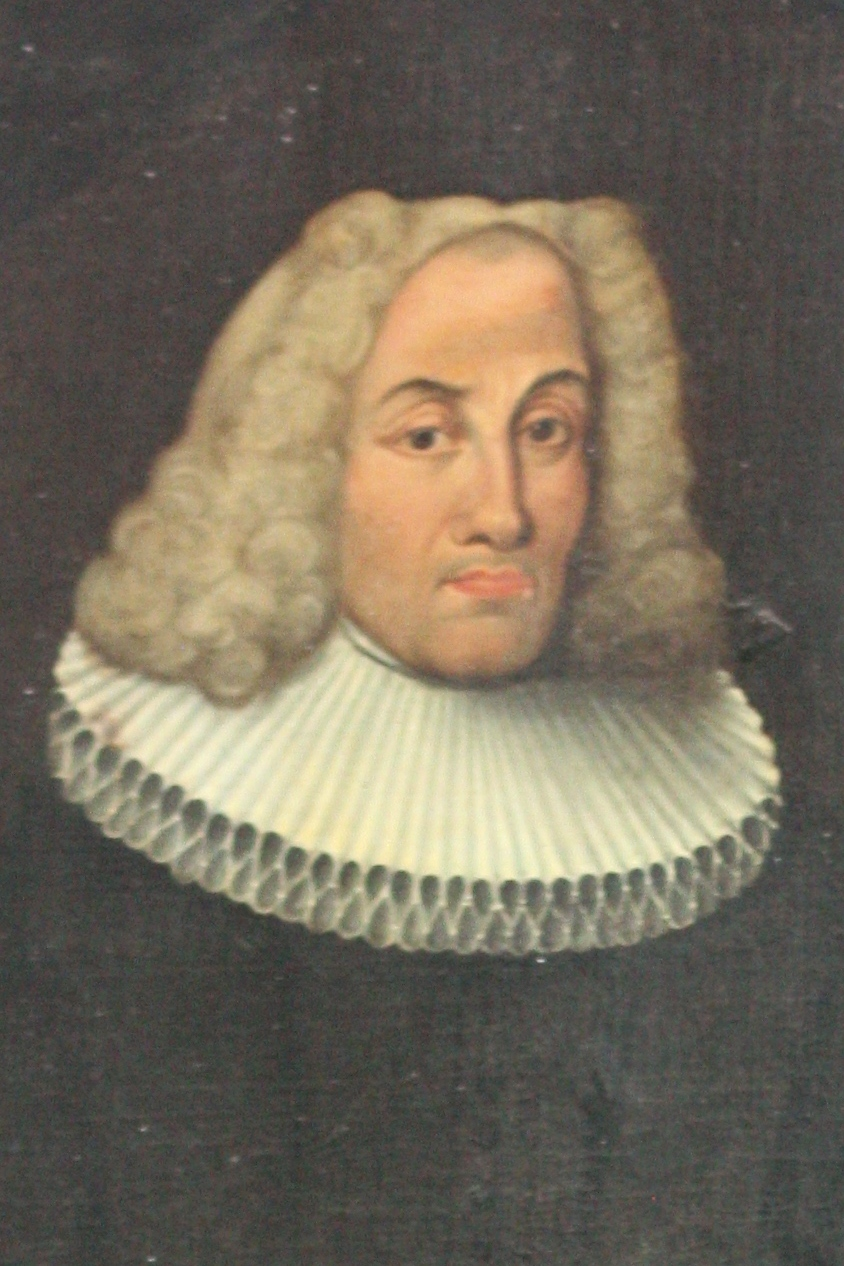
Georg Westphal, Pastorenbild im Schweriner Dom

Georg Westphal, auch Georgius Westphal (* 17. August 1665 in Waren (Müritz); † 10. August 1728 in Schwerin) war ein deutscher evangelisch-lutherischer Theologe und Domprediger in Schwerin.

## Leben
Westphal war Sohn des Werkmeisters und Stadtkämmerers Joachim Westphal. Er stammte aus einer alten Theologenfamilie. Joachim Westphal war sein Urgroßvater. Er studierte Philosophie und Theologie an der Universität Wittenberg und ab Februar 1687 an der Universität Rostock.
1693 wurde er Substitut des Herzoglichen Hofpredigers am Schweriner Dom bzw. an dessen Filialkirche, der Schelfkirche, 1695 Dritter Domprediger und 1709/10 als Nachfolger von Joachim Martin Schumann Zweiter Domprediger, was er bis an sein Lebensende blieb. Eine Berufung zum Superintendenten des Parchimschen Kirchenkreises hatte er 1709 abgelehnt.
Um 1700 war Westphal in den Terministischen Streit involviert. Gegen die Lehre pietistischer Theologen (Terministen), dass Gott dem Menschen einen bestimmten Termin zur Besserung gesetzt habe, hielt er mit seinen Schweriner Kollegen und der Rostocker Theologischen Fakultät an der traditionellen Lehre fest, dass einem jeden Menschen die Thür der Gnaden bis an seines Lebens-Ende offen stehe.

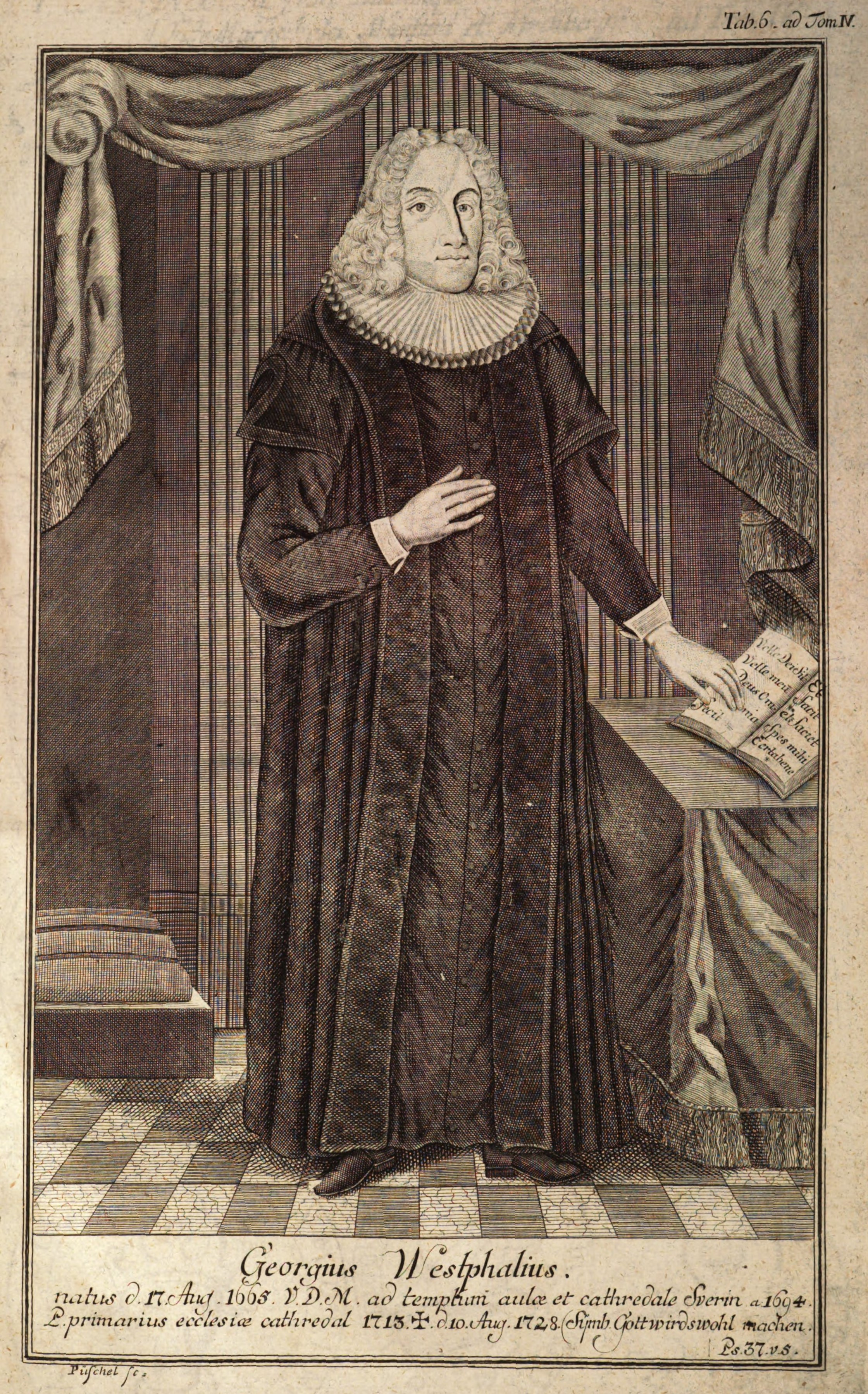
Georg Westphal, Kupferstich von Johann Christian Püschel

Westphal hielt ab 1705 Unterricht für arme Kinder; er richtete 1713 erstmals eine Armenwaisenschule in Schwerin ein, die 1716 durch herzogliche Gunst ein eigenes Gebäude erhielt. Den Lehrer und die Unterhaltungskosten finanzierte Westphal durch Spenden und eigene finanzielle Mittel. Die Schule hatte anfangs 16, 1721 schon 60 Schüler. Westphal verfasste eine Reihe von katechetischen Unterrichtsmaterialien für diese Schule.
Er war seit 1695 verheiratet mit Anna Sophie, geb. Beselin, einer Tochter des herzoglichen Geheimen Rats Johann Christian Beselin († 1705). Das Paar hatte zweoi Söhne und zwei Töchter. Der älteste Sohn Johann Bernhard Westphal (* 1696) wurde Pastor in Hamburg, starb aber schon 1727. Sein jüngerer Bruder war der Jurist und gottorfische Kanzler Ernst Joachim, der 1738 als von Westphalen nobilitiert wurde. Die Tochter Juliana Catharina heiratete Christian Dreyer (1679–1734), Pastor in Waren, und wurde die Mutter des Juristen Carl Henrich Dreyer.
Georg Westphals materialreiche Mecklenburgische Denkwürdigkeiten insonderheit der Herzogl. Residenzstadt Schwerin liegen als Manuskript im Landeshauptarchiv Schwerin vor. Von weiteren umfangreichen geschichtlichen Studien sind deren Titel überliefert; sie wurden jedoch nicht gedruckt, auch wenn sein Sohn offenbar die posthume Herausgabe plante. Teile des von Georg Westphal gesammelten Materials publizierte Ernst Joachim Westphal in seinem mehrbändigen Werk Monumenta inedita, so sein Diplomatarium Mecklenburgicum.
An Georg Westphal erinnert ein ganzfiguriges Pastorenbild im Schweriner Dom. Er weist dort auf ein aufgeschlagenes Buch mit dem Wahlspruch:
Velle Dei sit velle meum. Deus omnia fecit
Et facit et faciet, spes mihi certa, bene.
„Gottes Wollen sei mein Wollen. Alles hat Gott gemacht
und macht und wird machen – die Hoffnung ist mir gewiss – gut.“

## Werke
- Kleine doch geistreiche Gebet-Bibel : darinnen aus dem grossen Heil. Bibel-Buch Bitte, Gebet, Fürbitte und Dancksagung enthalten ; Nach dem A. B. C. zu füglicher Fassung und Erinnerung, mit einer Catechetischen Anleitung zum nutzbaren Gebrauch und Anwendung, aus heiliger Absicht zu mehreren andächtigen Beobachtung des heiligen Christenthums, bey denen in Schul- und Wohn-Häusern sich findenden jungen, erwachsenen und alten Christen, durch die Gnade des heiligen Geistes ausgefertiget.  Hamburg: Fickweiler 1726 (Digitalisat)